# Det Forenede Venstre
Det Forenede Venstre var et dansk politisk parti, der stiftedes i 1870 ved en samling af forskellige venstregrupper i Rigsdagen under ledelse af Christen Berg. Partiet havde ved dannelsen omkring halvdelen af medlemmerne i Folketinget og fik valgt Christopher Krabbe til Folketingets formand. Efter folketingsvalget 1872 fik Det Forenede Venstre absolut flertal i Folketinget. Partiet begyndte fra 1875, da Regeringen Estrup tiltrådte, at blive splittet mellem moderate grupper som ville forhandle med regeringen og mere radikale grupper. Bruddet blev åbenlyst omkring 1878-79. Den moderate del af Det Forenede Venstre blev kaldt Moderate Venstre.